# Vittorio Monti
Vittorio Monti (født 6. januar 1868, død 20. juni 1922) var en italiensk violinist og komponist.
Monti blev født i Napoli, hvor han studerede violin og musikteori ved Conservatorio di San Pietro a Majella. Omkring 1900 fik han jobbet som dirigent for Orchestre Lamoureux i Paris, hvor han skrev flere balletter og operetter.
Hans mest kendte værk er Csárdás, skrevet omkring 1904 og udgivet i 1910, som spilles af næsten alle sigøjnerorkestre. 

## Udvalgte værker
Følgende er en udvalg liste af Montis kompositioner:
- Grand'-mère qui danse (1897)
- Aubade à Colombine (1899)
- Pour elle! (1899)
- Noël de Pierrot (1900)
- Mam 'elle Fretillon (1902)
- Csárdás (1910)
- Zingaresca (1912)
- A Venise (1914)
- Excelsior (1915)
- Marianina (1918)
- L' amour veille (1918)
- Sous le soleil : Idylle pour violon et piano (1922)